# Трёхлетний план (Польша)
Трёхлетний план экономического восстановления (пол. Trzyletni Plan Odbudowy Gospodarki) — план послевоенного восстановления экономики Польши на 1947—1949 годы, принятый Центральным кабинетом планирования (пол. Centralny Urząd Planowania) с одобрения его руководителя Чеслава Бобровского. Историками план оценивается как один из самых удачных экономических планов Польши, который помог стране подняться из руин в послевоенное время.

## Цели плана
Польша понесла довольно крупные потери в годы Второй мировой войны: 425 тысяч погибших солдат и офицеров, а также 5,6 млн жертв среди мирных граждан. Катастрофический ущерб был нанесён инфраструктуре страны за годы войны: экономические убытки (потери ресурсов и инфраструктуры) превысили на 30 % довоенные показатели ВВП. Восстановление экономики осложнялось и тем, что в состав Польши были включены частично территории Германии, которые также пострадали за время боевых действий.
Трёхлетний план восстановления экономики был разработан в Центральном комитете планирования, который отвечал за ведение экономической политики. В нём в ранние годы послевоенной Польши место занимали преимущественно представители Польской социалистической партии. Руководитель комитета Чеслав Бобровский был вовлечён в разработку плана, который был разделён на несколько частей для облегчения задачи планирования.
Согласно плану, созданному ПСС, предполагалось установить баланс в экономике Польши между частным, государственным секторами и кооперативами. В плане не делалась серьёзная ставка на развитие коммунистической идеологии, а напротив, его разработчики концентрировались на актуальных проблемах и искали оптимальные пути их решения. 21 сентября 1946 Крайова Рада Народова, послевоенный польский парламент, утвердила план восстановления со сроком до 1949 года. 2 июля 1947 новоизбранный Сейм Польши подтвердил план и установил главные задачи: восстановить разрушенное хозяйство, экономически укрепить государство народной демократии, поднять жизненный уровень трудящихся масс, заложить основы социалистического развития Польши. В частности, необходимо было форсировать развитие промышленности и сферы услуг, а также восстановить международную торговлю. Вместе с тем создание новых промышленных центров не предполагалось, возможно было только восстановление старых (в том случае, если потери их потенциала составляли не более 50 %)).

## Выполнение плана
Помощь Польше в реализации трёхлетнего плана оказывал СССР, несмотря на то, что в Советском Союзе также выделялись значительные средства на восстановление разрушенного войной народного хозяйства. Так, в 1947 году СССР отправил большой запас продовольствия, оказывая полякам помощь после засухи. В 1948 году были заключены несколько торговых соглашений, которые предусматривали поставку промышленного оборудования стоимостью $450 млн, а также расширение товарооборота на общую сумму свыше $1 млрд.
В самой Польше активно пропагандировалось стахановское движение: образ героя рабочего класса Винценты Пстровского призывал поляков бросить все силы на восстановление страны от последствий войны. Это принесло в итоге свои плоды: некоторые рабочие действительно перевыполняли планы. Параллельно проводилась политика национализации промышленных предприятий. Доля работающих в средах сельского хозяйства и промышленности в 1949 году составляла 47 % и 21 % соответственно (в 1939 году это соотношение было 60 % и 13 %).
Вскоре в стране развернулась Битва за торговлю, инициатором которой был Хилари Минц, ставленник Сталина в Польской рабочей партии. Минц считал, что необходимо полностью подавить частный сектор и кооперативы в экономике, оставив в качестве основного государственный сектор экономики, что противоречило утверждениям плана по восстановлению. Битва привела к тому, что в стране резко упало влияние народных художественных промыслов.

## Результаты
К концу 1949 года стоимость промышленной продукции по сравнению с 1946 годом составляла 228 %, а по отношению к довоенному периоду — целых 174 %. В среднем производство промышленной продукции на душу населения выросло в 2,5 раза. Наиболее быстрыми темпами развивалась промышленность, выпускающая средства производства. Благодаря национализации промышленности в руках государства были сосредоточены крупные средства, которые позволяли перейти к политике индустриализации.
Вместе с тем в сельском хозяйстве дела шли не так гладко: засуха 1947 года не позволила выполнить полностью план, и темпы производства сельскохозяйственных товаров уменьшились на 30 % по сравнению с 1939 годом. Аграрное перенаселение создавало серьёзные социальные проблемы, которые польское правительство не смогло разрешить. Более того, в Польше темпы производства товаров общего потребления были довольно низкими, вследствие чего его жизненный уровень рос крайне медленно, а в отдельные периоды даже снижался. Причиной тому стал отказ от плана Маршалла по восстановлению хозяйства разрушенных войной стран.
В целом трёхлетний план удалось выполнить досрочно: восстановление городов после разрушений шло полным ходом, и городское население неуклонно росло за счёт числа прибывающих из деревни жителей. Довольно быстро Варшава и другие крупные города были очищены от мусора и развалин Дальнейшим этапом стал шестилетний план развития экономики Польши, в рамках которого началась тяжёлая индустриализация (наподобие индустриализации в СССР).